# Days of Darkness
Days of Darkness – album kompilacyjny amerykańskiej grupy muzycznej Testament.

## Lista utworów
Opracowano na podstawie materiału źródłowego.
| CD 1 | CD 1                          | CD 1                   | CD 1    |
| Nr   | Tytuł utworu                  | Autorzy                | Długość |
| ---- | ----------------------------- | ---------------------- | ------- |
| 1.   | „Hatred's Rise”               | Billy, Peterson        | 3:15    |
| 2.   | „John Doe”                    | Billy, Peterson        | 3:11    |
| 3.   | „Riding the Snake”            | Billy, Peterson        | 4:13    |
| 4.   | „Down for Life”               | Billy, Peterson        | 3:23    |
| 5.   | „Demonic Refusal”             | Billy, Peterson        | 5:22    |
| 6.   | „The Burning Times”           | Billy, Peterson        | 5:15    |
| 7.   | „Ten Thousand Thrones”        | Billy, Peterson        | 4:37    |
| 8.   | „D.N.R. (Do Not Resuscitate)” | Billy, Peterson        | 3:32    |
| 9.   | „3 Days in Darkness”          | Billy, James, Peterson | 4:42    |
| 10.  | „Together as One”             | Billy, Peterson        | 4:18    |
| 11.  | „Legions of the Dead”         | Peterson               | 2:37    |
| 12.  | „Fall of Sipledome”           | Billy, Peterson        | 4:48    |
|      |                               |                        | 49:13   |

| CD 2 | CD 2                     | CD 2                                 | CD 2    |
| Nr   | Tytuł utworu             | Autorzy                              | Długość |
| ---- | ------------------------ | ------------------------------------ | ------- |
| 1.   | „First Strike Is Deadly” | Skolnick, Peterson, Christian, Souza | 4:00    |
| 2.   | „Into the Pit”           | Skolnick, Billy, Peterson            | 2:54    |
| 3.   | „Trial by Fire”          | Skolnick, Billy, Peterson            | 4:33    |
| 4.   | „Desciples of the Watch” | Skolnick, Billy, Peterson            | 4:34    |
| 5.   | „The Preacher”           | Skolnick, Billy, Peterson            | 3:56    |
| 6.   | „Burnt Offerings”        | Skolnick, Peterson, Souza            | 5:28    |
| 7.   | „Over the Wall”          | Skolnick, Peterson, Souza            | 4:18    |
| 8.   | „The New Order”          | Skolnick, Peterson                   | 4:43    |
| 9.   | „The Haunting”           | Skolnick, Peterson, Souza            | 4:37    |
| 10.  | „Alone in the Dark”      | Skolnick, Peterson, Souza            | 4:40    |
| 11.  | „Reign of Terror”        | Skolnick, Peterson, Souza            | 5:06    |
|      |                          |                                      | 48:49   |